# Andreas Ackermann
Andreas Ackermann (* 20. April 1946 in Hamburg; † 4. Dezember 2024 ebenda) war ein deutscher Rechtsanwalt und Politiker der SPD und von 1982 bis 1986 Mitglied der Hamburgischen Bürgerschaft. 

## Leben und Politik
Andreas Ackermann machte sein Abitur an einem Humanistischen Gymnasium. Es folgte 1967/68 eine Sprachenausbildung und von 1968 bis 1975 ein Studium der Rechtswissenschaften in München, Genf, Heidelberg und Hamburg. In Hamburg studierte er zudem Betriebswirtschaft. 1975 erfolgte das erste und 1978 das zweite juristische Staatsexamen. Ab 1979 arbeitete er als Rechtsanwalt. Er hat 1980 den Förderverein "Freunde des Museums der Arbeit" mitbegründet und war dort im Vorstand tätig. Für die SPD war er in der Deputation der Finanzbehörde und der Kulturbehörde
Er war in der 10. (1982) und 11. Wahlperiode (1982 bis 1986) in der Hamburger Bürgerschaft vertreten.

## Weblink
- Biographie auf anwaltskanzlei-ackermann.de